# カネル県
カネル県 (Département de Kanel) はセネガル東部マタム州南東部にある県。カネル、ワウンデ、センムの3市と、オルカジェレ郡、シンチュウ・バマンベ郡からなる。県都はカネル。